# Centrophorus moluccensis
Centrophorus moluccensis är en hajart som beskrevs av Pieter Bleeker 1860. Centrophorus moluccensis ingår i släktet Centrophorus och familjen Centrophoridae. IUCN kategoriserar arten globalt som otillräckligt studerad. Inga underarter finns listade i Catalogue of Life.